# Anläggningar i olympiska och paralympiska sommarspelen 2008

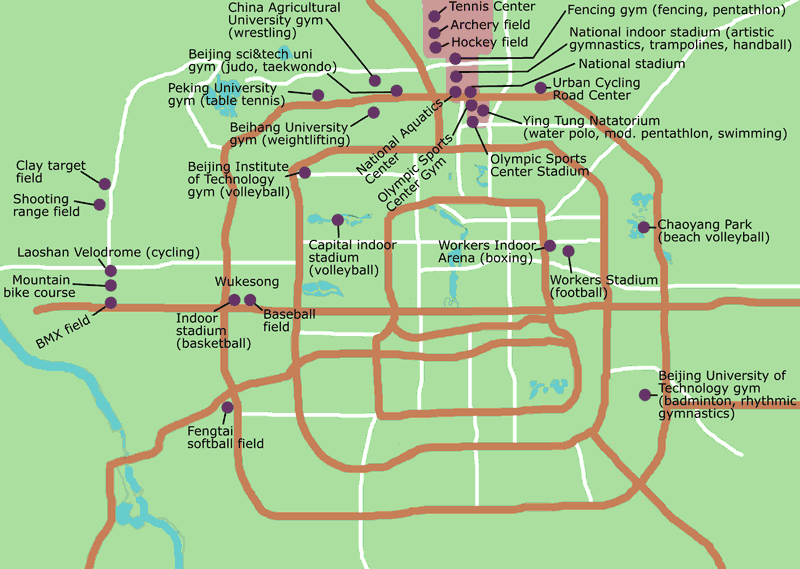
Karta över var arenorna ligger i Peking. Området på bilden är cirka 15 kilometer högt.

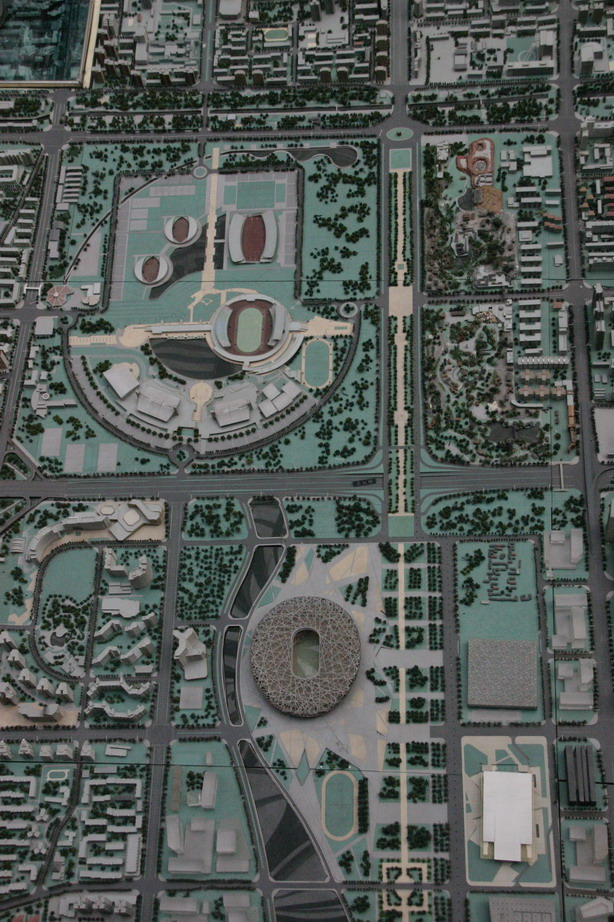
Flygfoto över Fågelboet och några närliggande arenor i Olympiaparken.

Det kommer att användas ett flertal anläggningar i olympiska och paralympiska sommarspelen 2008. Totalt kommer 37 arenor att användas för tävlingar. Det finns dessutom ett antal anläggningar för medier och andra ändamål.
Tävlingarna går i Peking, med undantag för vissa fotbollsmatcher och hästsporten som i sin helhet går i Hongkong. Ungefär 10 500 personer deltog i olympiadens 28 sporter med 302 grenar. I handikapp-OS kommer det vara ungefär 4 000 deltagare.
I Peking har många arenor samlats i den nybyggda Olympiaparken. Huvudarenan, som har hand om invignings- och avslutningsceremonierna, är Pekings Nationalstadion som tar 91 000 åskådare. Det finns även ett flertal tillfälliga arenor som endast kommer att användas under OS.

## Översikt
Under rubriken Publik anges kapaciteten under de olympiska spelen 2008. Flera av arenorna hade tillfälligt utökad kapacitet så länge spelen varade, så deras normala kapacitet kan vara betydligt lägre.
| Plats                                      | Arena                                           | Olympiska sporter                                                        | Paralympiska sporter             | Publik | Kommentar                                 |
| ------------------------------------------ | ----------------------------------------------- | ------------------------------------------------------------------------ | -------------------------------- | ------ | ----------------------------------------- |
| Olympiaparken i Peking                     | Pekings Nationalstadion (Fågelboet)             | Invigning, Avslutning, Fotboll, Friidrott                                | Invigning, Avslutning, Friidrott | 91 000 | Nybyggd. Färdig 28 juni 2008.             |
| Olympiaparken i Peking                     | Pekings Nationella simstadion (Vattenkuben)     | Simning, Simhopp, Konstsim                                               | Simning                          | 11 000 | Nybyggd. Färdig 28 januari 2008.          |
| Olympiaparken i Peking                     | Pekings Nationella inomhusstadion               | Handboll (placeringsmatcher, semifinaler och finaler), Redskapsgymnastik | Rullstolsbasket                  | 18 000 | Nybyggd.                                  |
| Olympiaparken i Peking                     | Tennisstadion i Olympiaparken                   | Tennis                                                                   | Rullstolstennis                  | 17 400 | Nybyggd. Färdig 1 oktober 2007.           |
| Olympiaparken i Peking                     | Fäktningshallen vid Nationella konferenscentret | Fäktning, Modern femkamp (fäktning och skytte)                           | Rullstolsfäktning, Boccia        | 5 695  | Temporär.                                 |
| Olympiaparken i Peking                     | Landhockeystadion                               | Landhockey                                                               | Fotboll (5-manna och 7-manna)    | 17 000 | Temporär.                                 |
| Olympiaparken i Peking                     | Bågskyttestadion                                | Bågskytte                                                                | Bågskytte                        | 5 000  | Temporär.                                 |
| Olympiska sportparken i Peking             | Olympiska sportcentret                          | Modern femkamp (löpning och ridning)                                     |                                  | 36 000 | Färdigbyggd 1990.                         |
| Olympiska sportparken i Peking             | Olympiska sportarenan                           | Handboll (gruppspel och kvartsfinaler)                                   |                                  | 6 300  |                                           |
| Olympiska sportparken i Peking             | Ying Tung-hallen                                | Vattenpolo, Modern femkamp (simning)                                     |                                  | 4 852  | Simhall. Användes 1990.                   |
| Nongda-universitetet i Peking              | Nongda-hallen                                   | Brottning                                                                | Volleyboll                       | 8 500  | Nybyggd. Färdig 18 augusti 2007.          |
| Beida-universitetet i Peking               | Beida-hallen                                    | Bordtennis                                                               | Bordtennis                       | 7 557  | Nybyggd.                                  |
| Beikeda-universitetet i Peking             | Beikeda-hallen                                  | Judo, Taekwondo                                                          | Rullstolsbasket, Rullstolsrugby  | 8 012  | Nybyggd. Öppnades 15 november 2007.       |
| Beiligong-universitetet i Peking           | Beiligong-hallen                                | Volleyboll                                                               | Goalball                         | 5 000  |                                           |
| Beihang-universitetet i Peking             | Beihang-hallen                                  | Tyngdlyftning                                                            | Styrkelyft                       | 6 000  |                                           |
| Haidiandistriktet i Peking                 | Huvudstadsstadion                               | Volleyboll                                                               |                                  | 18 000 | Byggdes 1968. Renoverad 2001 och till OS. |
| Wukesong kultur- och sportcentrum i Peking | Wukesong-hallen                                 | Basket                                                                   |                                  | 18 000 | Nybyggd. Färdig 13 juli 2004.             |
| Wukesong kultur- och sportcentrum i Peking | Wukesong-stadion                                | Baseboll                                                                 |                                  | 15 000 | Temporär.                                 |
| Shijingshandistriktet i Peking             | Pekings skyttestadion                           | Skytte                                                                   | Skytte                           | 9 000  | Nybyggd.                                  |
| Shijingshandistriktet i Peking             | Pekings lerduveskyttestadion                    | Lerduvekytte                                                             |                                  | 5 000  |                                           |
| Shijingshandistriktet i Peking             | Laoshan-velodromen                              | Cykelsport, bana                                                         | Cykelsport, bana                 | 6 000  | Nybyggd. Färdig 9 december 2007.          |
| Shijingshandistriktet i Peking             | Laoshan-banan                                   | Mountainbike                                                             |                                  | 15 000 |                                           |
| Shijingshandistriktet i Peking             | Laoshan-stadion                                 | Cykelsport (BMX)                                                         |                                  | 4 000  | Temporär.                                 |
| Shunyidistriktet i Peking                  | Shunyi-stadion                                  | Kanotsport, Rodd, Simning (10 km)                                        | Rodd                             | 25 800 | Nybyggd. Färdig 28 juli 2008.             |
| Chaoyangdistriktet i Peking                | Arbetarstadion                                  | Fotboll                                                                  |                                  | 62 000 | Byggdes 1959. Renoverad.                  |
| Chaoyangdistriktet i Peking                | Arbetarhallen                                   | Boxning                                                                  | Judo för blinda                  | 15 000 | Byggdes 1961. Renoverad.                  |
| Chaoyangdistriktet i Peking                | Chaoyang-parken                                 | Beachvolleyboll                                                          |                                  | 17 000 | Temporär. Färdig 12 augusti 2007.         |
| Beigongda-universitetet i Peking           | Beigongda-hallen                                | Badminton, Rytmisk gymnastik                                             |                                  | 6 900  | Nybyggd. Färdig 24 augusti 2007.          |
| Fengtais sportcenter i Peking              | Fengtai-stadion                                 | Softboll                                                                 |                                  | 10 000 |                                           |
| Minggravsdammen i Peking                   | Triathlonstadion                                | Triathlon                                                                | Triathlon                        | 10 000 | Temporär.                                 |
| Hongkong                                   | Beas River                                      | Ridsport (terrängritt)                                                   |                                  |        | Temporär.                                 |
| Hongkong                                   | Shatin-stadion                                  | Ridsport                                                                 | Ridsport                         | 18 000 |                                           |
| Qingdao                                    | Seglingscentret i Qingdao                       | Segling                                                                  | Segling                          |        |                                           |
| Qinhuangdao                                | Qinhuangdao-stadion                             | Fotboll                                                                  |                                  | 33 572 | Färdig 30 juli 2004.                      |
| Shanghai                                   | Shanghai-stadion                                | Fotboll (gruppspel)                                                      |                                  |        |                                           |
| Shenyang                                   | Shenyang-stadion                                | Fotboll (gruppspel)                                                      |                                  |        |                                           |
| Tianjin                                    | Tianjin-stadion                                 | Fotboll (gruppspel)                                                      |                                  |        |                                           |

## Nybyggda arenor

### Pekings Nationalstadion

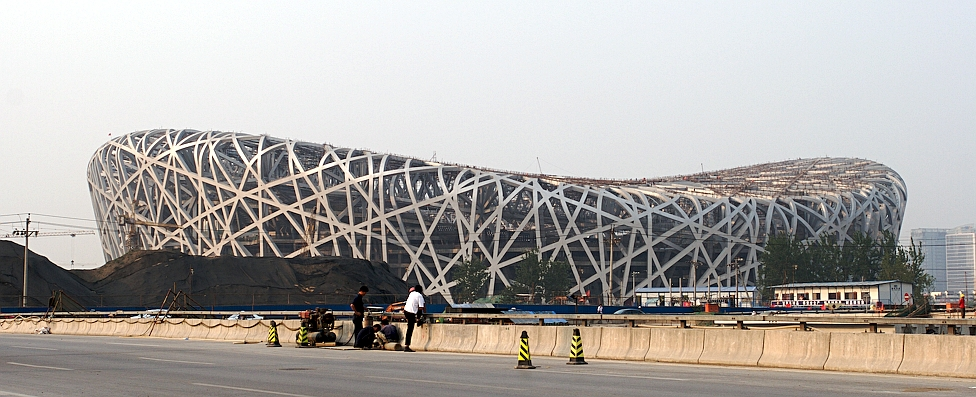
Pekings Nationalstadion, Fågelboet.

Huvudstadion i sommarspelet 2008 är Pekings Nationalstadion, kallad för ”Fågelboet” på grund av dess utseende. Byggandet började 24 december 2003 och färdigställdes den 28 juni 2008. Guangdongs Olympiastadion var från början planerad att användas men det blev ett nytt beslut och bygget på den nya arenan började. De arrangerade en designtävling för alla världens arkitekter. En Schweizisk firma Herzog & de Meuron Architekten AG, samarbetade med China Architecture Design & Research Group och vann tävlingen. Arenan har en kapacitet på 91 000 åskådare under OS.
I denna arena hålls invigning, avslutning, fotbolls- och friidrottstävlingar. Målet för maraton- och gångtävlingarna ligger i arenan. Invigningen startar kl 8.08.08 på kvällen kinesisk tid den 8/8 -08. Talet åtta är ett lyckonummer i Kina då det låter som ordet välgång på kinesiska. 
Olympiska spelen:
- Invigning
- Avslutning
- Fotboll
- Friidrott

 Paralympiska spelen:
- Invigning
- Avslutning
- Friidrott

### Nationella simstadion

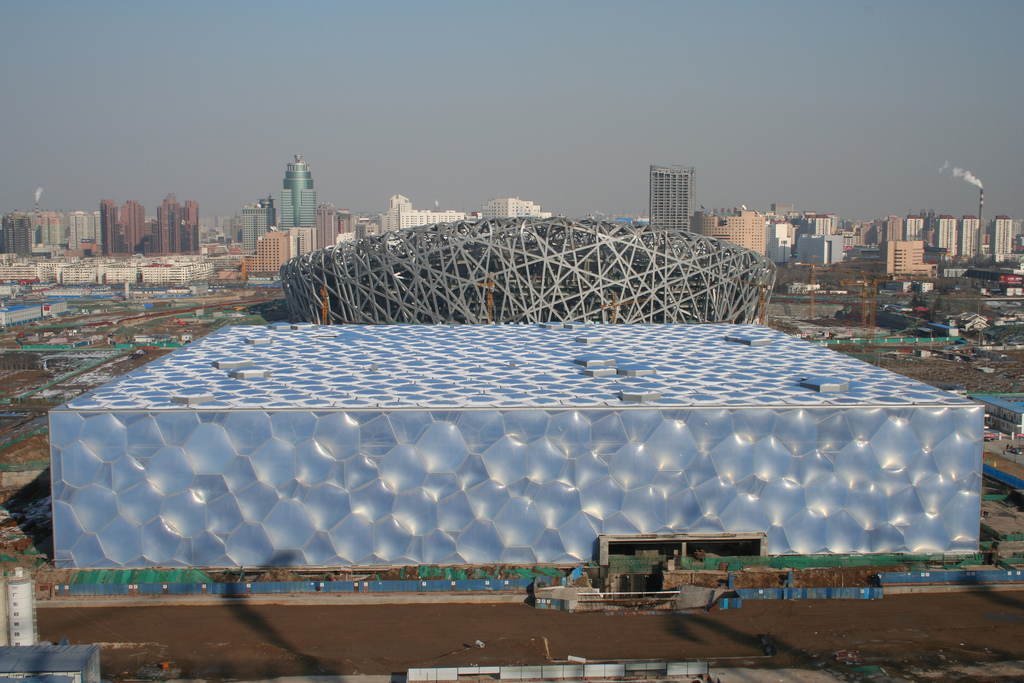
Nationella simstadion, Vattenkuben.

Nationella simstadion , även kallad Vattenkuben, användes vid tävlingar i simning, simhopp och konstsim. Arenan har 6 000 permanenta platser, men hade även 11 000 temporära platser under OS. Nationella simstadion började byggas den 24 december 2003 och blev klar 28 januari 2008.
Olympiska spelen:
- Simning
- Simhopp
- Konstsim

 Paralympiska spelen:
- Simning

### Nationella inomhusstadion

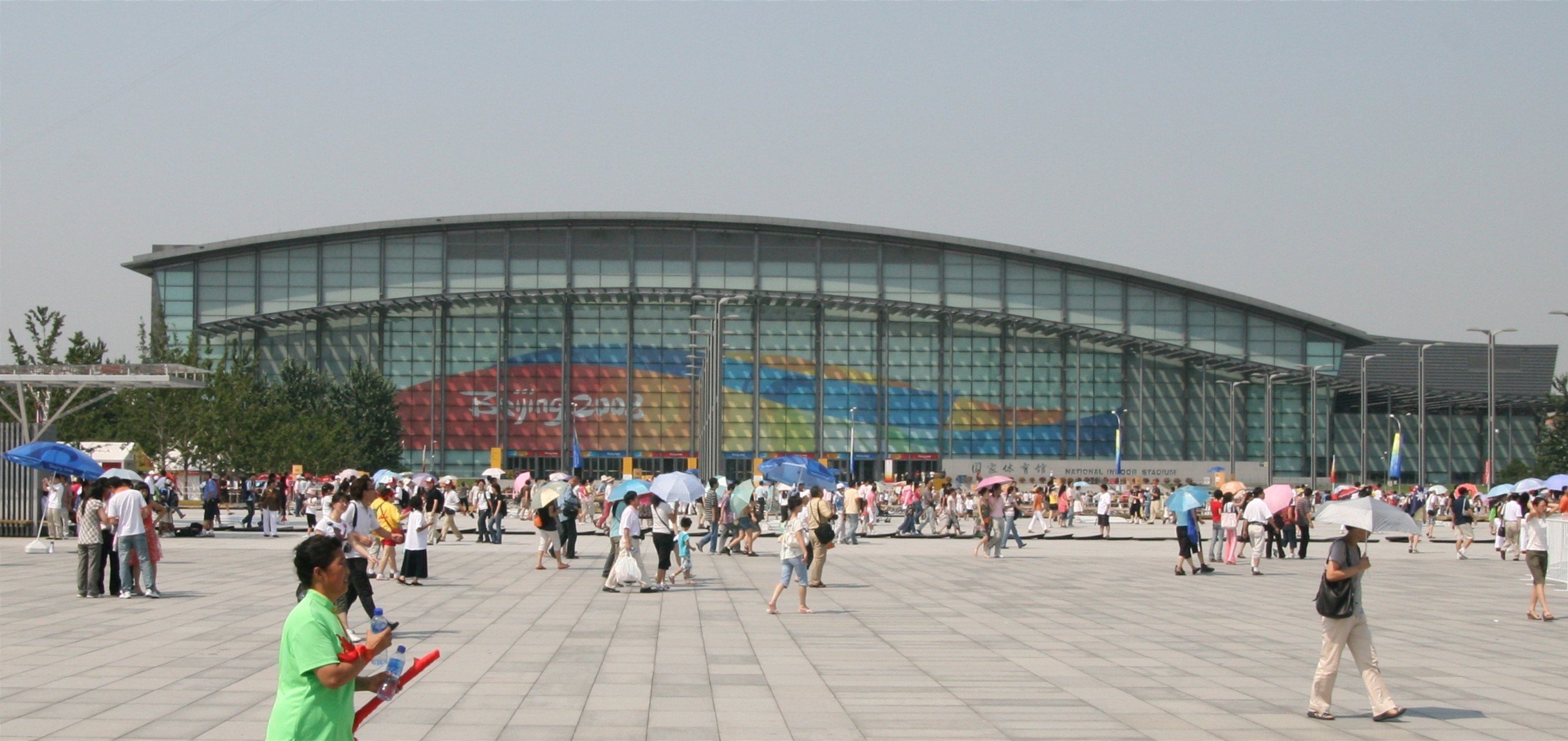
Nationella inomhusstadion.

Nationella inomhusstadion användes till handboll och gymnastik under OS. Arenan ligger i samma område som Nationella simstadion och Pekings Nationalstadion. Den kan ta 18 000 åskådare. Byggnaden är 220 meter lång och 130 meter bred.
Olympiska spelen:
- Handboll (placeringsmatcher, semifinaler och finaler)
- Redskapsgymnastik

 Paralympiska spelen:
- Rullstolsbasket

### Pekings skyttestadion
Pekings skyttestadion (engelska: Beijing Shooting Range Hall, kinesiska: 北京射击馆) ligger en bit bort från övriga arenor. Allt skytte utom lerduveskyttet sker i hallen, även 50 meter gevär. Hallen tar 9 000 åskådare. Arenan var färdigbyggd 13 juli 2004 och är 45 645 kvadratmeter.
Olympiska spelen:
- Skytte

 Paralympiska spelen:
- Skytte

Externa länkar:
- Beijing Shooting Range Hall

### Wukesong-hallen
Wukesong-hallen (engelska: Beijing Olympic Basketball Gymnasium eller Wukesong Indoor Stadium, kinesiska: 北京奥林匹克篮球馆) ligger i Wukesong kultur- och sportcentrum. Hallen består av tre våningar under jord och fyra våningar över. Den har en publikkapacitet på 18 000 åskådare.
Olympiska spelen:
- Basket

Externa länkar:
- Beijing Olympic Basketball Gymnasium

### Laoshan-velodromen
Laoshan-velodromen (engelska: Laoshan Velodrome, kinesiska: 老山自行车馆) ligger i Shijingshandistriktet i Peking, väster om Wukesong. Hallen tar 6 000 åskådare under OS, varav hälften är tillfälliga under spelen. Efter spelen ska arenan användas som träningsarena och för större tävlingar inom cykelsport. Arenan är 33,8 meter hög och har en yta på 33 320 m². Den 9 december 2007 kördes den första tävlingen i arenan.
Olympiska spelen:
- Cykelsport, bana

Paralympiska spelen:
- Cykelsport, bana

Externa länkar:
- Laoshan Velodrome

### Shunyi-stadion
Shunyi-stadion (engelska: Shunyi Olympic Rowing-Canoeing Park, kinesiska: 顺义奥林匹克水上公园) är en rodd- och kanotstadion. Det är den till ytan största arenan som har byggts till de olympiska spelen 2008, och den är byggd som en hel park. Vattnet i stadion har en yta på 6,35 miljoner kvadratmeter, och dessutom finns det grönområden som upptar 5,8 miljoner kvadratmeter. Byggnationen höll på från första halvåret 2005 till 28 juli 2008. Stadion har en normal kapacitet på 1 200 åskådare, men har under OS 25 800 platser varav 10 000 är ståplatser.
Olympiska spelen:
- Kanotsport
- Rodd
- Simning (10 km)

Paralympiska spelen:
- Rodd

Externa länkar:
- Shunyi Olympic Rowing-Canoeing Park

### Nongda-hallen
Brottningen går i Nongda-hallen, som ligger i Nongda-universitetets campus. Den blev färdigbyggd 18 augusti 2007, och tar 8 500 åskådare. Under de paralympiska spelen används hallen för volleyboll.
Olympiska spelen:
- Brottning

Paralympiska spelen:
- Volleyboll

### Beida-hallen
Bordtennishallen vid Beida-universitetet ligger på campusområdet. Den har plats för åtta bordtennisbord och tar 7 557 åskådare. Efter spelen kommer den att användas som en vanlig idrottshall för olika sporter och fysisk träning.
Olympiska spelen:
- Bordtennis

Paralympiska spelen:
- Bordtennis

### Beikeda-hallen
Judo- och taekwondohallen vid Beikeda-universitetet (engelska: Beijing Science and Technology University Gymnasium, kinesiska: 北京科技大学体育馆) har en 60 m × 40 m stor plan, med 8 012 åskådarplatser under OS. När OS är över kommer hallen ha en permanent kapacitet på 4 080 åskådare, och den kommer då att tjäna som gymnastiksal för universitetet. I hallen finns även en 50 m × 25 m stor simbassäng, så den totala byggytan är ungefär 24 000 m². Hallen öppnades till Beijing Judo Open den 15-16 november 2007.
Olympiska spelen:
- Judo
- Taekwondo

Paralympiska spelen:
- Rullstolsbasket
- Rullstolsrugby

Externa länkar:
- Beijing Science and Technology University Gymnasium

### Beigongda-hallen
Badminton- och gymnastikhallen vid Beigongda-universitetet (engelska: Beijing University of Technology Gymnasium, kinesiska: 北京工业大学体育馆) ligger i sydöstra Peking. Den var färdigbyggd 24 augusti 2007, och hade sina första tävlingar, i badminton, 10-14 oktober 2007. Hallen är rund, med en diameter på 93 m. Den tar 6 900 åskådare.
Olympiska spelen:
- Badminton
- Rytmisk gymnastik

Externa länkar:
- Beijing University of Technology Gymnasium

### Tennisstadion i Olympiaparken

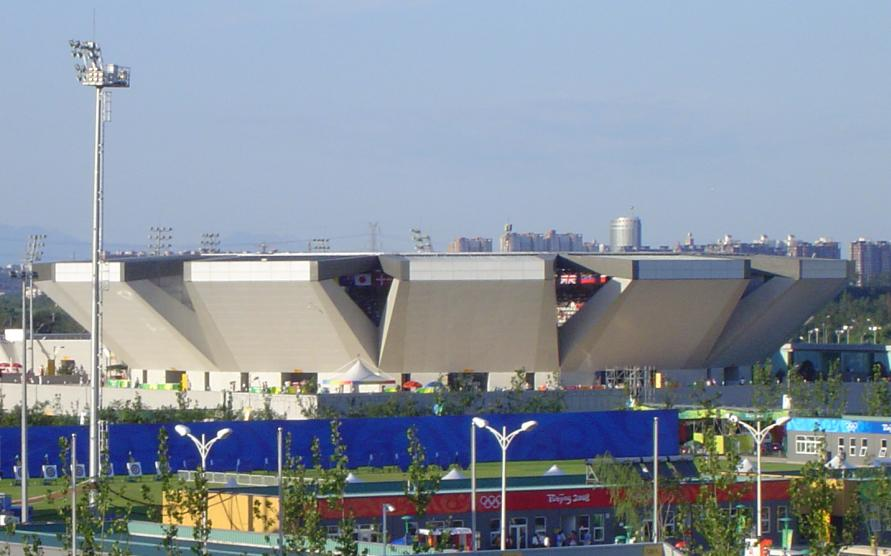
Tennisstadion i Olympiaparken.

Tennisstadion i Olympiaparken var färdigbyggd den 1 oktober 2007. Den har 10 tävlingsbanor, och täcker totalt 16,7 hektar. Totalt kan den ta 17 400 åskådare, varav huvudarenan har 10 000 sittplatser och näst största banan 4 000.
Olympiska spelen:
- Tennis

Paralympiska spelen:
- Rullstolstennis

## Arenor som fanns innan OS

### Olympiska sportcentret
Olympiska sportcentret ligger längst i söder i Olympiaparken. Den blev färdigbyggd 1990, och var huvudarena för de asiatiska spelen 1990. Inför OS har arenan restaurerats ordentligt. Dess yta har utökats från 20 000 kvadratmeter till 37 000, och publikkapaciteten har fördubblats från 18 000 till 36 000. Efter spelen ska den användas för friidrott och fotboll.
Olympiska spelen:
- Modern femkamp (löpning och ridning)

### Olympiska sportarenan
Olympiska sportarenan ligger bredvid Olympiska sportcentret. Arenan har genomgått en renovering, och utökat åskådarkapaciteten från 6 000 till 6 300. Den används för handbollsmatcher under gruppspel och kvartsfinaler. Under handikapp-OS kommer den vara träningsarena. Den ska sedan användas som träningsarena för kinesiska idrottsmän och som aktivitetscenter för Pekings invånare.
Olympiska spelen:
- Handboll (gruppspel och kvartsfinaler)

### Arbetarstadion

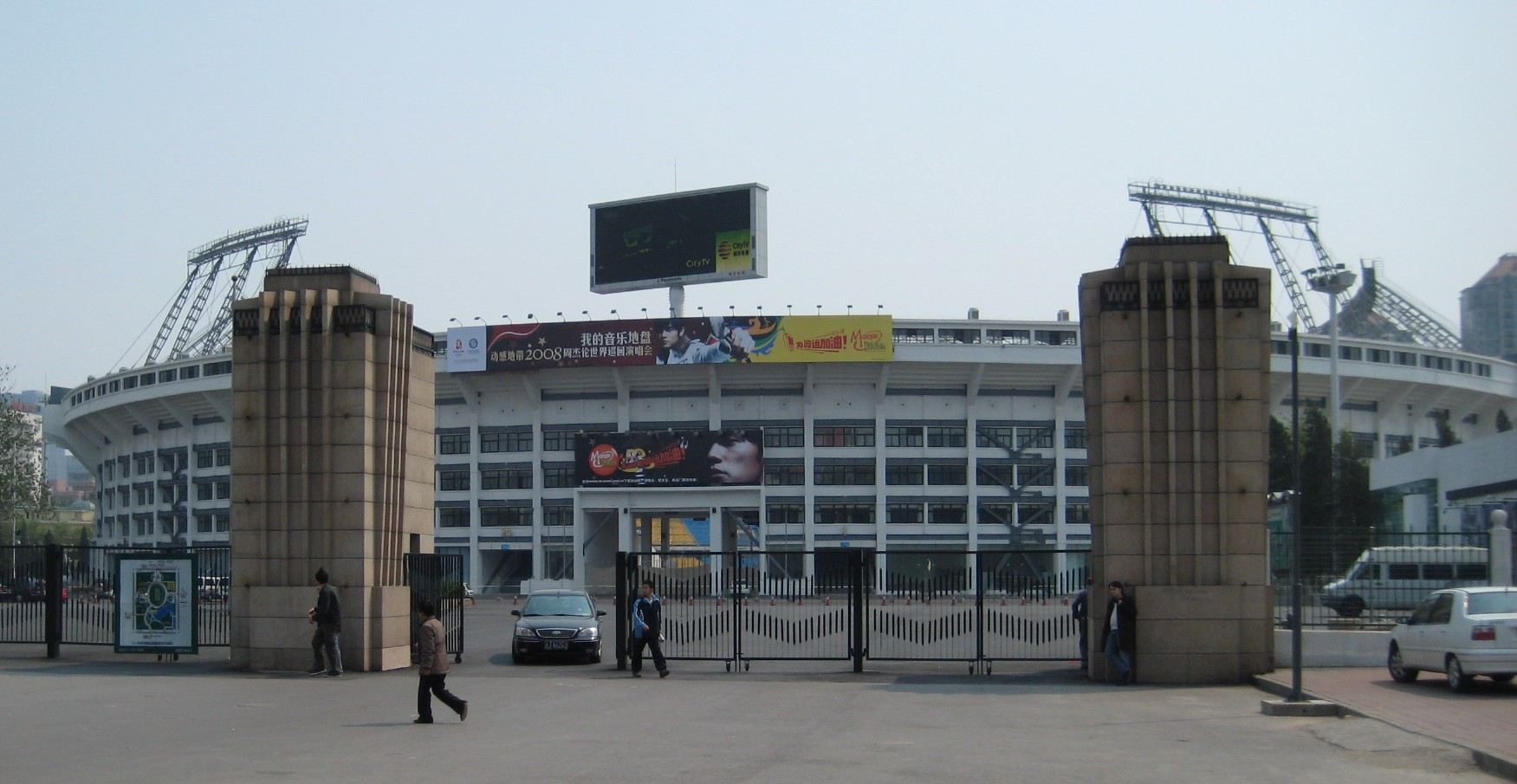
Arbetarstadion i Peking.

Arbetarstadion (engelska: Beijing Workers' Stadium, kinesiska: 北京工人体育场) blev färdigbyggd 1959, och var ursprungligen kallad Nationalstadion. Den har haft ett antal internationella arrangemang genom åren. Stadion är ovalformad, med en längd på 282 meter och en bredd på 208 meter. Den har renoverats inför OS och tar nu 62 000 åskådare.
Olympiska spelen:
- Fotboll

Externa länkar:
- Beijing Workers' Stadium

### Arbetarhallen

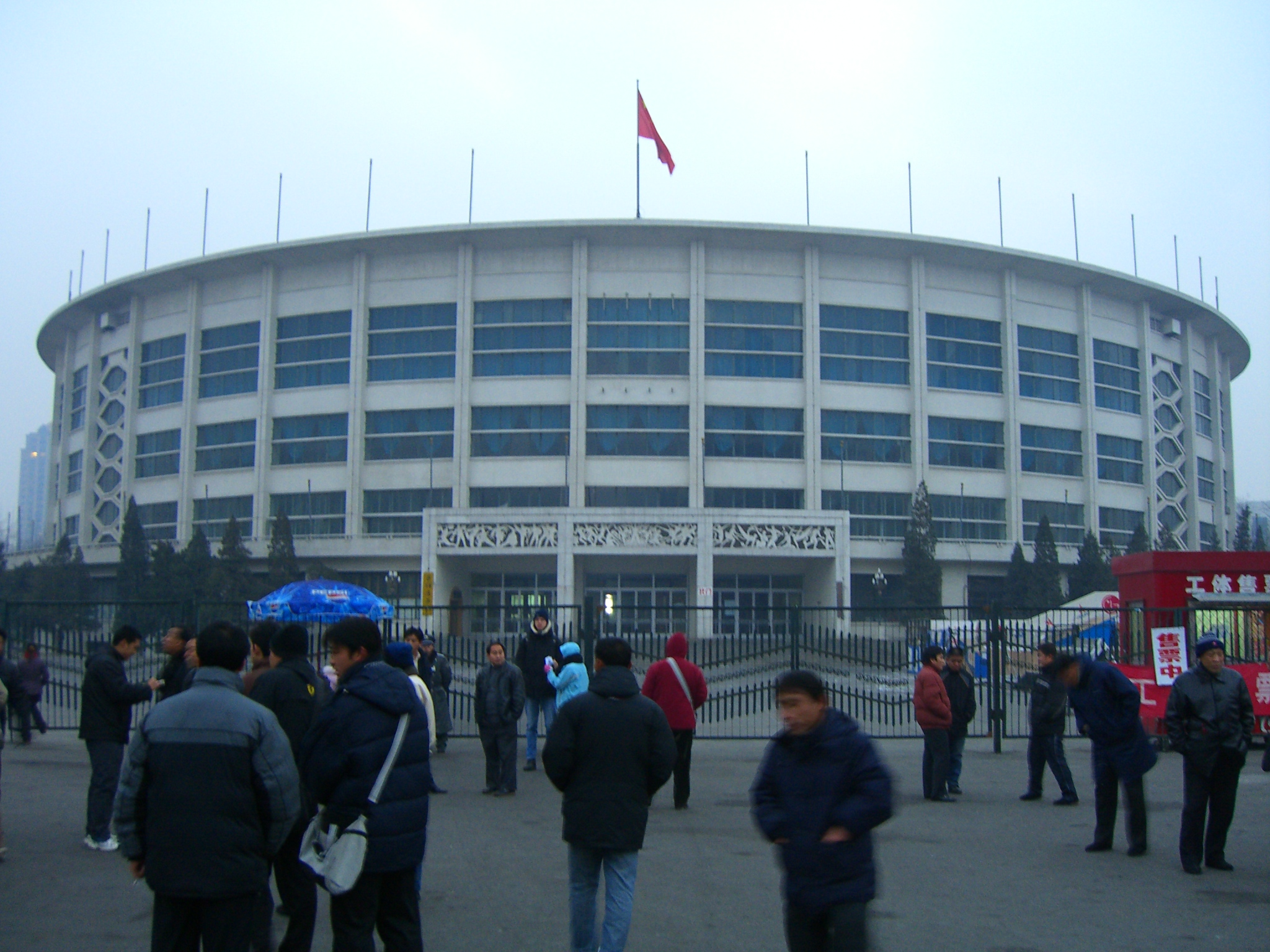
Arbetarhallen.

Arbetarhallen i Peking (engelska: Beijing Workers' Gymnasium, kinesiska: 北京工人体育场) ligger nära Arbetarstadion. Den färdigställdes 1961 inför VM i bordtennis, och tog då 15 000 åskådare. Sedan dess har den haft ett flertal internationella turneringar i bordtennis, basket och volleyboll. Efter renovering i samband med OS har den en normal åskådarkapacitet på 12 000, men tar på grund av temporära platser 13 000 åskådare under OS. 
Olympiska spelen:
- Boxning

Paralympiska spelen:
- Judo för blinda

Externa länkar:
- Beijing Workers' Gymnasium

### Huvudstadsstadion
Huvudstadsstadion (engelska: Capital Indoor Stadium, kinesiska: 首都体育馆) är en ishockeyhall som byggdes 1968. Förutom ishockey och skridsko har den använts till olika bollsporter och gymnastik. Den renoverades till World University Games 2001, och återigen till OS. Den tar 18 000 åskådare.
Olympiska spelen:
- Volleyboll

Externa länkar:
- Capital Indoor Stadium

### Fengtai-stadion
Softbollstadion i Fengtai (engelska: Fengtai Sports Center Softball Field, kinesiska: 丰台体育中心垒球场) har en kapacitet på 10 000 åskådare. 
Olympiska spelen:
- Softboll

Externa länkar:
- Fengtai Sports Center Softball Field

### Ying Tung-hallen
Ying Tung-hallen ligger bredvid Olympiska sportcentret. Den användes vid asiatiska spelen 1990, men isolerade värmen utifrån dåligt och renoverades därför inför OS. Den tar 4 852 åskådare.
Olympiska spelen:
- Vattenpolo
- Modern femkamp (simning)

### Laoshan-banan
Laoshan-banan (engelska: Laoshan Mountain Bike Course, kinesiska: 老山山地自行车场) ligger bredvid Laoshan-velodromen. Det är en 4,6 kilometer lång mountainbikebana. Den har 15 000 åskådarplatser.
Olympiska spelen:
- Mountainbike

Externa länkar:
- Laoshan Mountain Bike Course

### Pekings lerduveskyttestadion
Lerduvestadion (engelska: Beijing Shooting Range CTF, kinesiska: 北京射击场飞碟靶场) tar 5 000 åskådare.
Olympiska spelen:
- Lerduvekytte

Externa länkar:
- Beijing Shooting Range CTF

### Beiligong-hallen

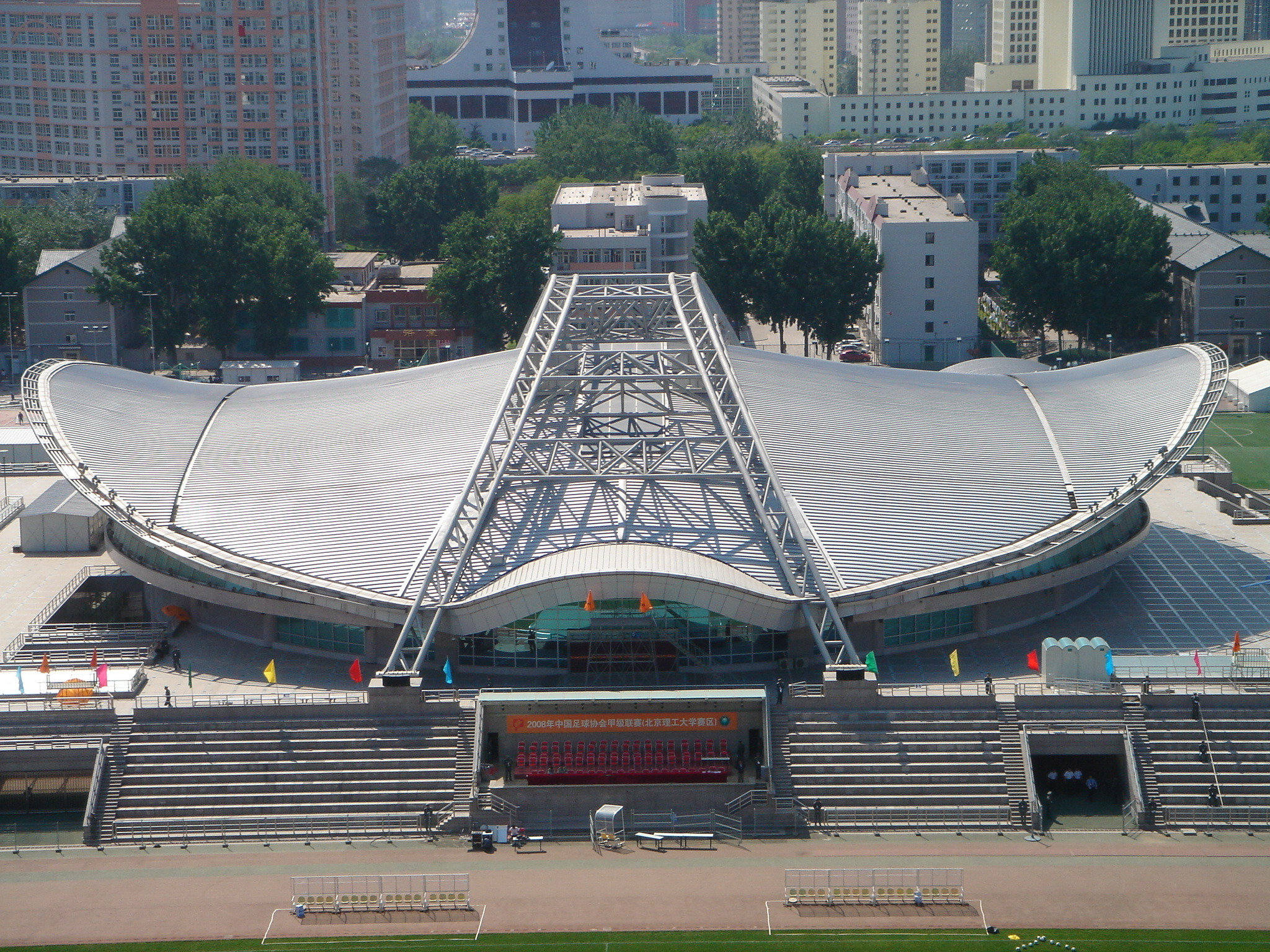
Volleybollhallen vid Beiligong-universitetet.

Volleybollhallen vid Beiligong-universitetet (engelska: Beijing Institute of Technology Gymnasium, kinesiska: 北京理工大学体育馆) tar 5 000 åskådare.
Olympiska spelen:
- Volleyboll

Paralympiska spelen:
- Goalball

Externa länkar:
- Beijing Institute of Technology Gymnasium

### Beihang-hallen
Tyngdlyftningshallen vid Beihang-universitetet (engelska: Beijing University of Aeronautics & Astronautics Gymnasium, kinesiska: 北京航空航天大学体育馆), förkortat BUAA, har fått en tillfälligt utökad kapacitet från 3 400 till 6 000 åskådare.
Olympiska spelen:
- Tyngdlyftning

Paralympiska spelen:
- Styrkelyft

Externa länkar:
- Beijing University of Aeronautics & Astronautics Gymnasium

## Temporära arenor

### Fäktningshallen
Fäktningshallen vid Nationella konferenscentret ligger i Olympiaparken. Den blir en mässhall efter de paralympiska spelen. Under spelen tar den upp till 5 695 åskådare.
Olympiska spelen:
- Fäktning
- Modern femkamp (fäktning och skytte)

Paralympiska spelen:
- Rullstolsfäktning
- Boccia

### Landhockeystadion
Landhockeystadion i Olympiaparken var en temporär arena som tog totalt 17 000 åskådare. Den hade två planer, där den största var avsedd för finalerna. Den tog 12 000 åskådare, och den mindre planen tog 5 000. Efter spelen kommer arenan att bli en gräsmatta i Olympiaparken.
Olympiska spelen:
- Landhockey

Paralympiska spelen:
- Fotboll (5-manna och 7-manna)

### Bågskyttestadion

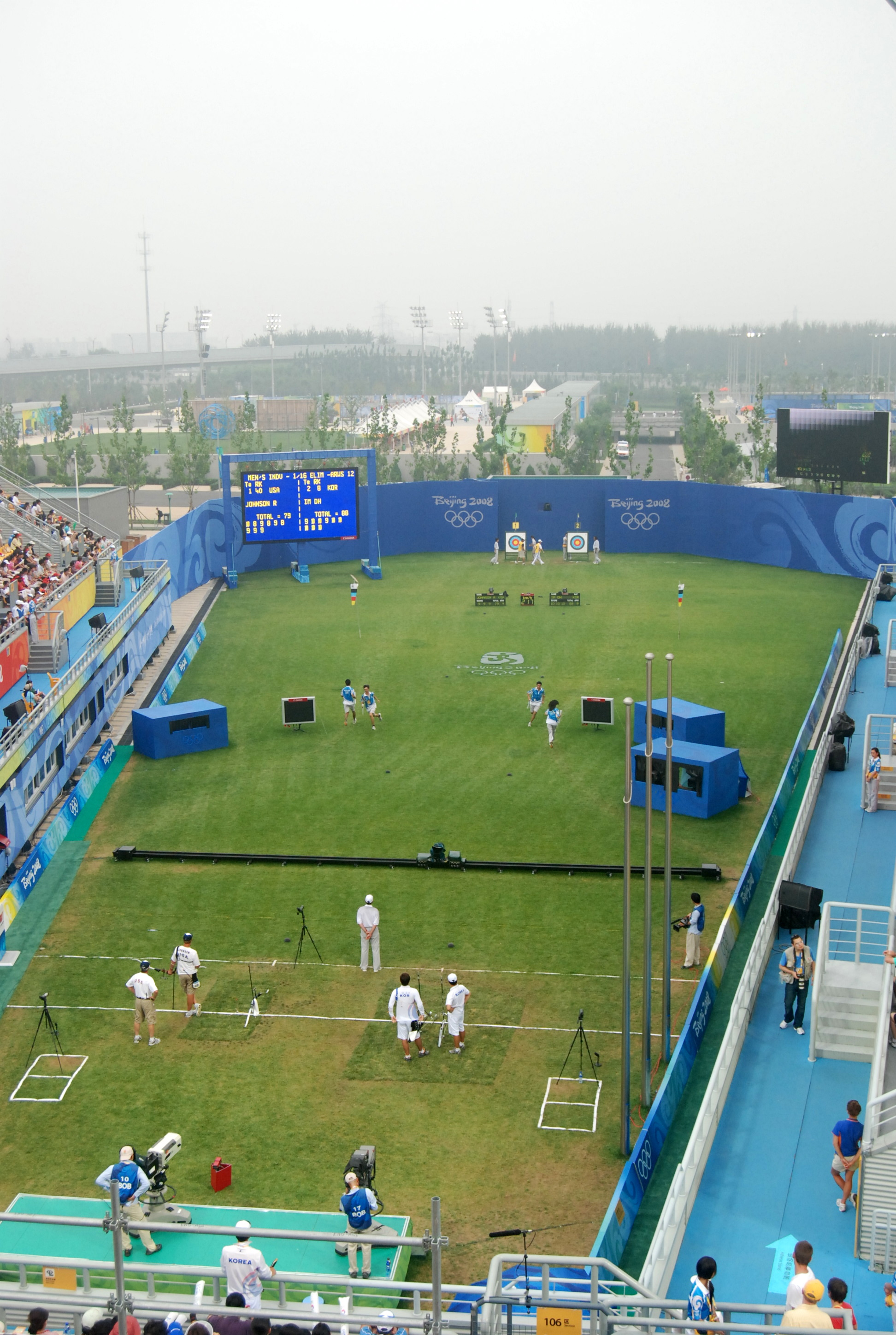
Bågskyttestadion i Olympiaparken.

Bågskyttestadion i Olympiaparken låg inklämd precis norr om Landhockeystadion och precis söder om Tennisstadion. Alla tävlingar i bågskytte gick på arenan, som tog 5 000 åskådare. Det fanns tre olika fält, varav två användes vid finalerna. Arenan tog upp en yta på 9,22 hektar. Liksom Landhockeystadion kommer arenan tas bort, och området bli en del av parken efter spelen.
Olympiska spelen:
- Bågskytte

Paralympiska spelen:
- Bågskytte

### Wukesong-stadion

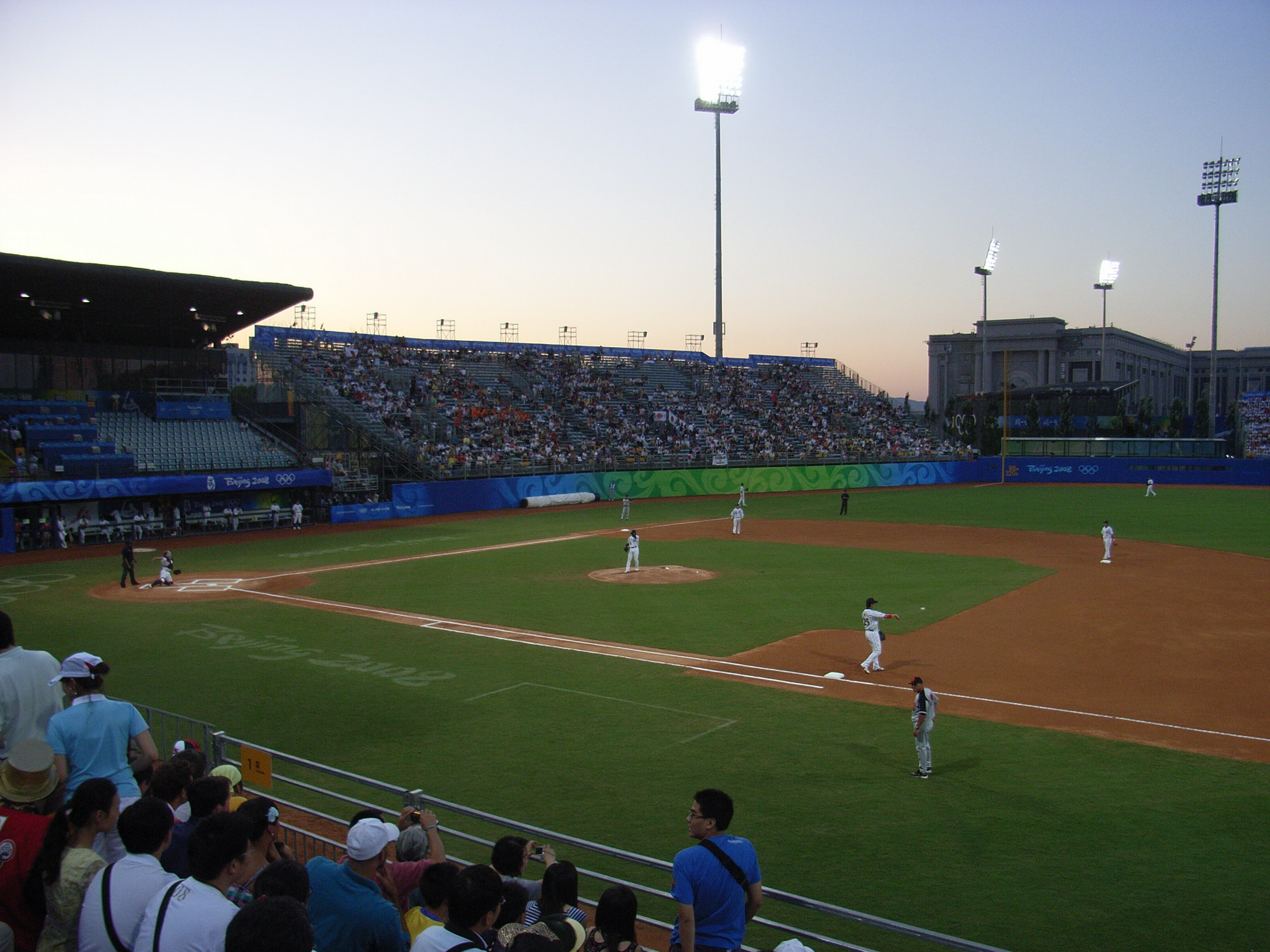
Wukesong-stadion.

Wukesong-stadion (engelska: Beijing Wukesong Sports Center Baseball Field, kinesiska: 北京五棵松体育中心棒球场) ligger bredvid Wukesong-stadion. Området har tre basebollplaner, varav en endast är för träning. De andra två har en gemensam kapacitet på 15 000 åskådare, varav den största tar 12 000.
Olympiska spelen:
- Baseboll

Externa länkar:
- Beijing Wukesong Sports Center Baseball Field

### Chaoyang-parken
Beachvolleybollstadion i Chaoyang-parken (engelska: Chaoyang Park Beach Volleyball Ground, kinesiska: 朝阳公园沙滩排球场) var färdig att användas den 12 augusti 2007. 17 000 ton sand transporterades från Hainan i södra Kina för att bygga planerna. Området har sex träningsplaner utanför arenan, som tar 12 200 åskådare. Efter OS kommer sanden att användas för att anlägga en strand vid områdets sjö.
Arenan byggdes där ett gammalt industriområde tidigare låg. När detta revs hittades ruinerna av ett tempel från Mingdynastin på platsen. 
Olympiska spelen:
- Beachvolleyboll

Externa länkar:
- Chaoyang Park Beach Volleyball Ground

### Laoshan-stadion
Laoshan-stadion (engelska: Laoshan Bicycle Moto Cross (BMX) Venue, kinesiska: 老山小轮车赛场) ligger vid de andra cykelarenorna i Shijingshandistriktet. Arenan tar 4 000 åskådare.
Olympiska spelen:
- Cykelsport (BMX)

Externa länkar:
- Laoshan Bicycle Moto Cross (BMX) Venue

### Triathlonstadion
Triathlonstadion vid Minggravsdammen (engelska: Triathlon Venue, kinesiska: 铁人三项赛场) tar 10 000 åskådare.
Olympiska spelen:
- Triathlon

Paralympiska spelen:
- Triathlon

Externa länkar:
- Triathlon Venue

## Arenor i Hongkong

### Beas River

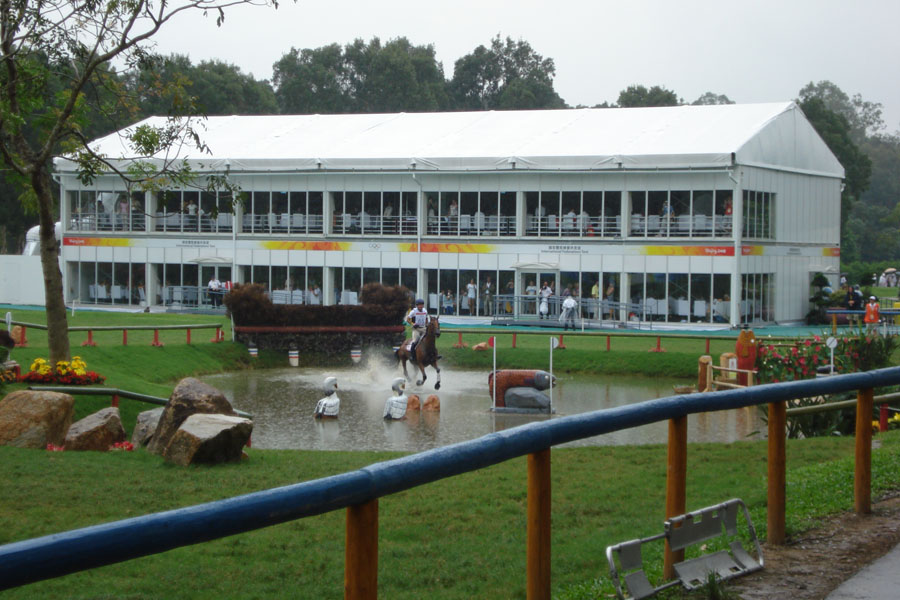
Fälttävlan i Beas River.

På fälttävlansområdet vid Beas River i Hongkong kommer terrängritten att äga rum. Banan är 5,7 kilometer lång och 10 meter bred. Den kommer temporärt att byggas upp på Beas River Country Club och dess granne Hong Kong Golf Club.
Olympiska spelen:
- Ridsport (terrängritt)

### Shatin-stadion

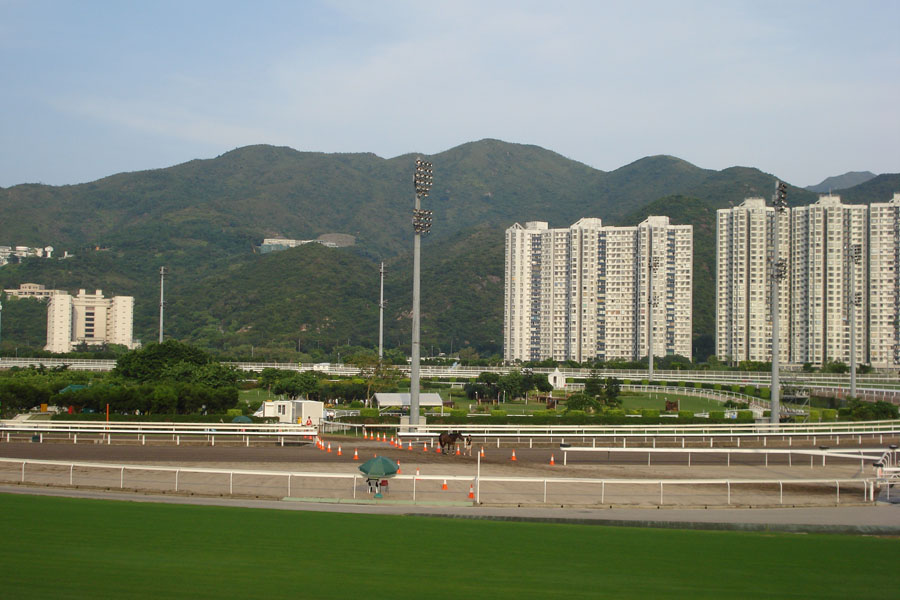
Hopp och dressyr på Shatin-stadion i Hongkong.

På Shatin-stadion i Hongkong sker tävlingar i hopp och dressyr. Arenan, som ligger i Sha Tin i Nya territorierna, tar 18 000 åskådare.
Olympiska spelen:
- Ridsport

Paralympiska spelen:
- Ridsport

Externa länkar:
- Hong Kong Olympic Equestrian Venue (Beas River & Shatin)

## Övriga arenor utanför Peking

### Seglingscentret i Qingdao
Seglingscentret i Qingdao (engelska: Qingdao International Sailing Center, kinesiska: 青岛奥林匹克帆船中心) ligger på ett gammalt varvsområde. Under OS upptar det en yta på 45 hektar, men mycket av detta är olika lokaler för deltagare och journalister. Efter OS kommer ytan att vara en tredjedel, 15 hektar. 
Olympiska spelen:
- Segling

Paralympiska spelen:
- Segling

Externa länkar:
- Hong Kong Olympic Equestrian Venue (Beas River & Shatin)

### Qinhuangdao-stadion
Qinhuangdao-stadion (engelska: Qinhuangdao Olympic Sports Center Stadium, kinesiska: 秦皇岛市奥体中心体育场) ligger i Qinhuangdao i norra Kina. Stadion ligger i det Olympiska sportcentret. Den började byggas i maj 2002 och var färdigbyggd 30 juli 2004. Den har en yta på 168 000 kvadratmeter, och tar 33 572 åskådare. Den är byggd för fotboll och friidrott.
Olympiska spelen:
- Fotboll

Externa länkar:
- Qinhuangdao Olympic Sports Center Stadium

### Shanghai-stadion
Shanghai-stadion (engelska: Shanghai Stadium, kinesiska: 上海体育场) ligger i Shanghai.
Olympiska spelen:
- Fotboll (gruppspel)

Externa länkar:
- Shanghai Stadium

### Shenyang-stadion
Shenyang-stadion (engelska: Shenyang Olympic Sports Center Stadium, kinesiska: 上海体育场) ligger i Shenyang.
Olympiska spelen:
- Fotboll (gruppspel)

Externa länkar:
- Shenyang Stadium

### Tianjin-stadion

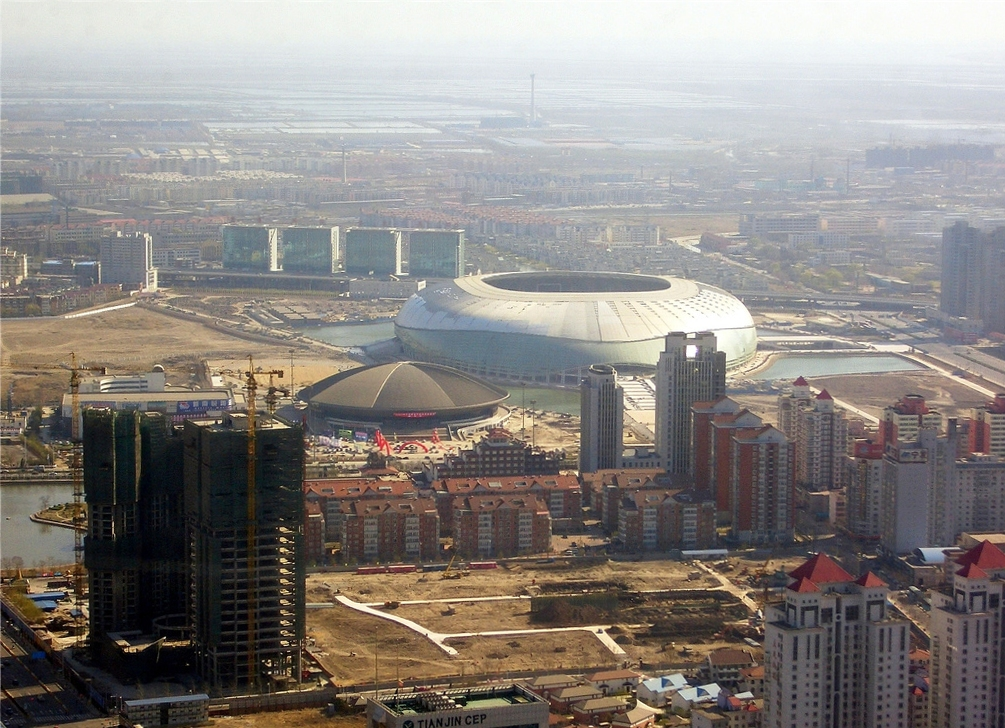
Tianjin-stadion.

Fotbollsstadion i Tianjin (engelska: Tianjin Olympic Center Stadium, kinesiska: 天津奥林匹克中心体育场) används för gruppspelet i fotboll.
Olympiska spelen:
- Fotboll (gruppspel)

Externa länkar:
- Tianjin Olympic Center Stadium